# Wolfgang Gunkel
Wolfgang Gunkel   (Berlín Est, 15 de gener de 1948 - 20 de maig de 2020) fou un remer alemany que va competir sota bandera de la República Democràtica Alemanya durant les dècades de 1960 i 1970.
El 1968 va prendre part en els Jocs Olímpics d'Estiu de Ciutat de Mèxic, on fou quart en la prova del dos amb timoner del programa de rem. Quatre anys més tard, als Jocs de Múnic, guanyà la medalla d'or en la mateixa prova. Formà equip amb Jörg Lücke i Klaus-Dieter Neubert.
En el seu palmarès també destaquen tres medalles en el Campionat del Món de rem, dues d'or i una de plata, entre les edicions de 1974 i 1977. També guanyà dues medalles en el Campionat d'Europa de rem, d'or el 1971 i de bronze el 1973.
A principis dels anys setanta es va casar amb la també remadora Renate Boesler.